# 서울 여중생 집단 성폭행 사건
서울 도봉 여중생 집단 성폭행 사건은 대한민국 서울특별시 도봉구에서 2011년 9월에 일어난 사건이다. 고교생 10명이 여중생 2명을 취하게 한 후, 한적한 장소에 데려가 집단 성폭행 해 8일 후 다시 피해자를 협박하여 같은 장소에서 고등학생 22명에 의해 성폭행을 당했다.

## 개요
2016년 6월 28일, 5년 전에 일어난 사건이 발각되었다. 서울 도봉구의 남자 고교생이 여중생을 집단 성폭행을 했다. 2011년 9월 초 당시 중학생이었던 소녀 2명이, 자신들이 음주하는 모습을 남자 고교생 4명에게 목격되었다. 남자 고교생들은 소녀들에게 "학교에 알려지고 싶지 않으면, 술자리에 동행하라"라고 협박했다. 그리고 소녀들은 산에 끌려, 기절 할 정도까지 취 된 후, 강간되었다. 이 약 1주일 후에도 소녀들은 협박 성폭행되었다.
경찰은 처음부터 범행 사실을 알고 있었지만, 2016년 3월에 소녀들이 (고소장을) 제출했기 때문에 용의자 4명을 구속했다. 그리고 다른 12명에게는 병역 복무 중이었기 때문에 군에서 조사를 시작했다. 나머지 6명에 대해서는 범행 방조 · 미수 등의 혐의로 수사를 시작했다.

## 판결
특수 강간에 의해 2017년에 11명이 기소됐다. 그중 4명은 징역 5-7년의 실형 판결과 성폭력 치료 프로그램 80시간 이수되었다. 4명과 함께 불구속 기소 된 7명 중 2명은 성폭행 미수에 의해 징역 3년 (집행 유예 5년)과 성폭력 치료 프로그램 80시간 사회 봉사 200시간이 선고 되었다. 나머지 5명에 대해서는 공모했다고 하는 증거 부족했기 때문에 무죄가 되었다. 판결이 선고 된 때 유죄가 된 피고인들은 재판장을 향해 욕설이 나거나 피고인 자리를 박차 등했다. 따라서 그들은 법정에서 다른 위치로 연행되었다. 피고의 학부모들은 법정을 나오는 즉시 항소하겠다고했다.

## 같이 보기
- 대구 초등학생 집단 성폭행 사건
- 밀양 지역 고교생의 여중생 집단 성폭행 사건
- 광주 여중생 집단 성폭행 사건